# Mount Christmas
Mount Christmas (englisch für Weihnachtsberg) ist ein gleichmäßig spitzer Berg mit einer Höhe von 1745 m (anderen Angaben zufolge 1889 m) an der Shackleton-Küste der antarktischen Ross Dependency. Er ragt etwa 16,7 km westsüdwestlich des Kap May in der Nash Range des Transantarktischen Gebirges auf.
Der Berg wurde bei der British National Antarctic Expedition (1901–1904) unter Robert Falcon Scott entdeckt so benannt, da er am Weihnachtstag 1902 das hervorstechendste geographische Objekt in Sicht war.